# Camille Jenatzy
Camille Jenatzy (4 de noviembre de 1868 – 8 de diciembre de 1913) fue un corredor automovilístico belga, conocido por romper tres veces el récord de velocidad en tierra, siendo el primero en superar la barrera de los 100 km/h. Era apodado Le Diable Rouge ("El Diablo Rojo") debido al color de su barba.

## Récords de velocidad
El 17 de enero de 1899 en Achères (Yvelines), cerca de  París, Francia,  registró una velocidad de 66,66 km/h sobre un kilómetro, conduciendo un CGA Dogcart. Aquel mismo día, el registro fue batido por Gaston de Chasseloup-Laubat, superado de nuevo el 27 de enero de 1899 cuando Jenatzy alcanzó 80.35 km/h. Este registro fue roto otra vez por Chasseloup-Laubat, que aplicó un carenado rudimentario a su Jeantaud.  Jenatzy respondió con su tercera plusmarca el 29 de abril de 1899, registrando 105.88 km/h en el coche eléctrico CITA N° 25 La Jamais Contente, el primer coche diseñado específicamente para batir un récord de velocidad, y el primero en superar los 100 km/h. En 1902, su récord de velocidad fue batido por Léon Serpollet.
Jenatzy ganó en 1903 la Copa Gordon Bennet en Athy, Irlanda, al volante de un Mercedes.
|  |  |  |

## Muerte
Jenatzy murió en 1913 en un accidente de caza. Se escondió detrás de un arbusto e hizo ruidos imitando animales, para gastar una broma a sus amigos que cazaban con él. Uno de ellos abrió fuego, creyendo que era un animal salvaje. Cuando se dieron cuenta de que era Jenatzy, se apresuraron a llevarlo al hospital en coche. Jenatzy murió desangrado en ruta, cumpliendo su propia profecía de que moriría en un Mercedes. Está enterrado en el cementerio de Laeken de Bruselas.